# Пеетрімийза (Вільянді)
Пе́етрімийза (ест. Peetrimõisa küla) — село в Естонії, у волості Вільянді повіту Вільяндімаа.

## Населення
Чисельність населення на 31 грудня 2011 року становила 288 осіб.

## Історія
З 19 грудня 1991 до 5 листопада 2013 року село входило до складу волості Саарепееді.

## Пам'ятки
- Миза Вяйкемийза (Väikemõisa mõis).
- Миза Пеетрімийза (Peetrimõisa mõis).

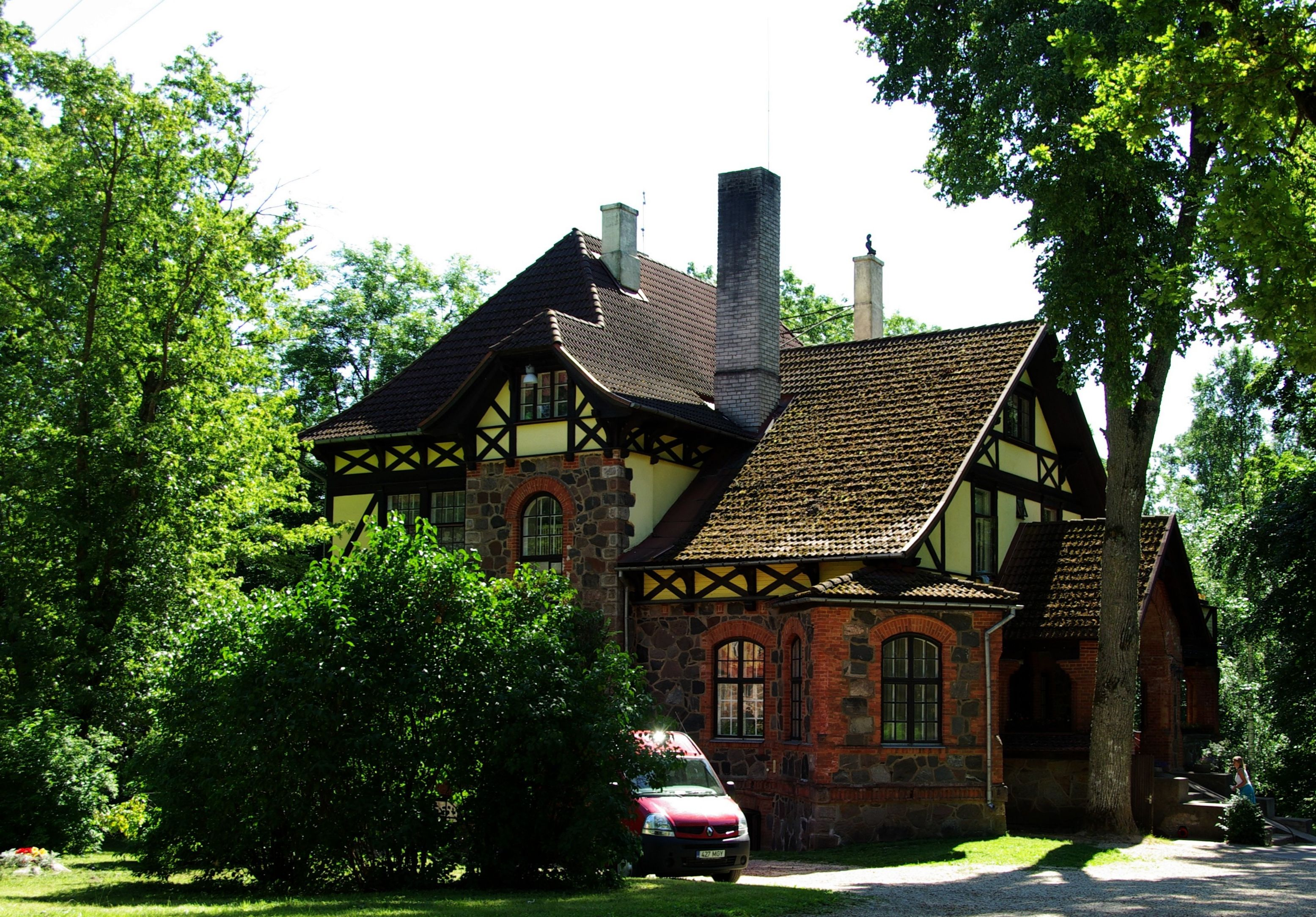
Головна будівля мизи Вяйкемийза
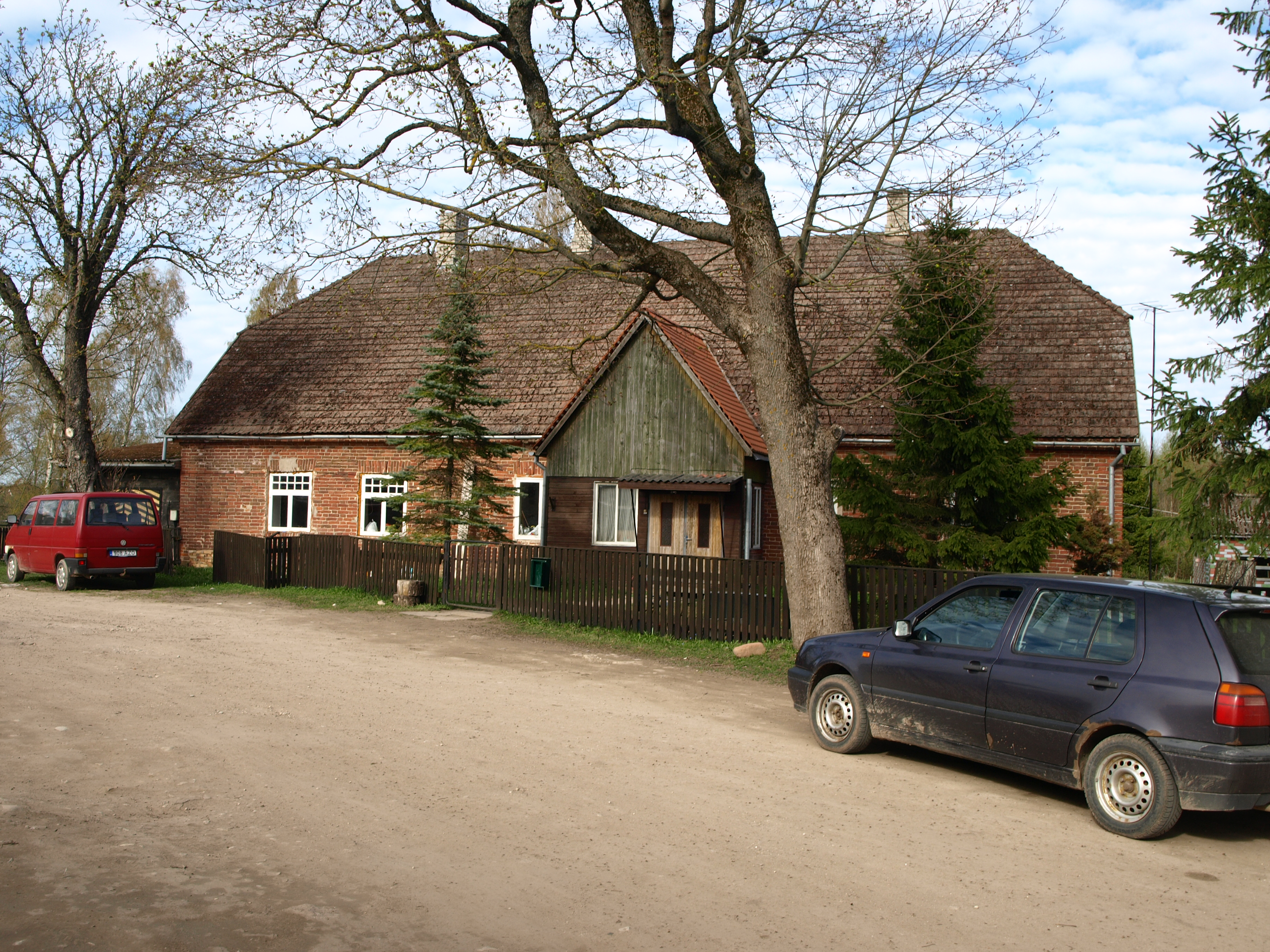
Будинок прикажчика маєтку Пеетрімийза
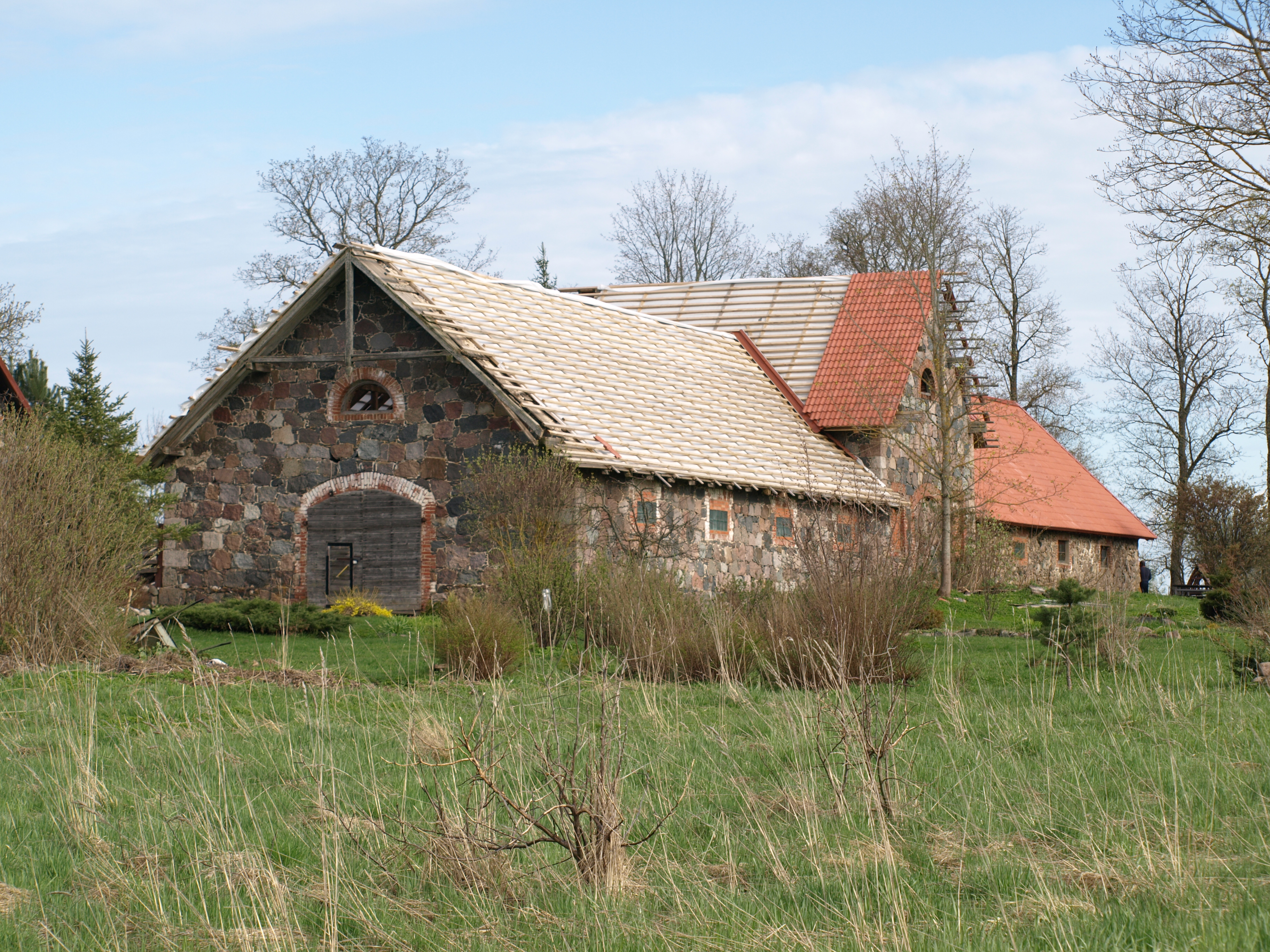
Хлів у маєтку Пеетрімийза
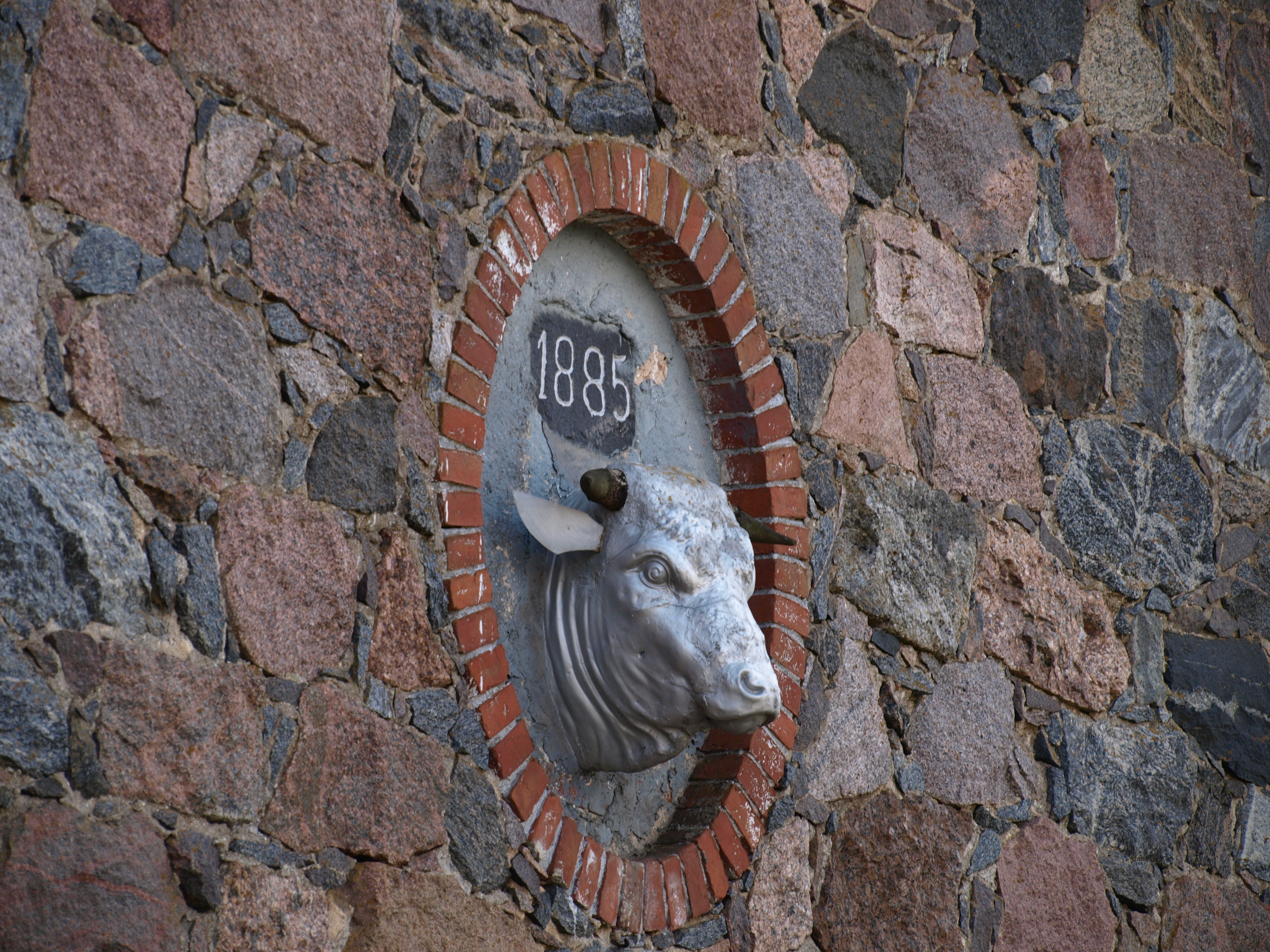
Деталь стіни хліва